# Pont de Margeaix
Le pont de Margeaix (aussi écrit Margeix) est situé en Haute-Loire, sur le territoire des communes de Beaulieu et de Saint-Vincent, et traverse la Loire.

## Histoire
La construction du pont suspendu de Margeaix est entreprise en 1897 à la demande d'un industriel qui voulait un accès à son château néogothique de Margeaix. Le pont est construit par l'entreprise Teste et compagnie. À une de ses extrémités subsiste toujours le poste de péage.
Le pont a été consolidé en 1935 et 1975.
Le pont a été inscrit au titre des monuments historiques le 7 février 1994.